# Сідні ван ден Берг
Сідні ван ден Берг (нід. Sidney van den Bergh; нар. 20 травня 1929, Вассенаар, Нідерланди) — канадський астроном, член Лондонського королівського товариства, офіцер Ордена Канади.
Інтерес до науки виявив з раннього дитинства, вчився читати за книгами з астрономії. Крім астрономії, любив геологію та археологію. Батьки подарували йому книги про науку, телескоп, мікроскоп, хоча вони хотіли йому більш практичної кар'єри, а зайняття астрономією вважали лише хобі.
Від 1947 до 1948 року навчався в Лейденському університеті (Нідерланди). Продовжив навчання у Принстонському університеті на стипендію, де 1950 року здобув ступінь бакалавра мистецтв. У грудні 1950 року жив у Колумбусі (Огайо) та підтвердив інтерес до астрономії. Здобув ступені магістра в Університеті штату Огайо (1952) та доктора природничих наук (Dr. rer. nat.) у Геттінгенському університеті (1956).
Викладав в університеті штату Огайо від 1956 до 1958 року, перш ніж переїхати до Торонто 1958 року, де пройшла перша частина його кар'єри в обсерваторії ім. Девіда Данлепа (ОДД) Університету Торонто. В ОДД він увів інновації, зокрема: розширення обладнання, використання комп'ютерів та багатоколірної фотометрії. При тому, що напрямом його досліджень був Місяць та інші частини Сонячної системи, він більш відомий своїми роботами з позагалактичної астрономії про туманності, зоряні скупчення, змінні зорі, наднові, а пізніше — оновлення оцінки віку Всесвіту. Відкрив галактику Андромеда II.
Друга частина його кар'єри почалася 1978 року у Вікторії (Британська Колумбія), в Домініонській астрофізичній обсерваторії, директором якої його призначено 1977 року. Посаду він обійняв 1978 року і перебував на ній до 1986 року, коли пішов на пенсію і нову роль головного наукового співробітника на неповний робочий день. Був президентом Канадського астрономічного товариства та віце-президентом Міжнародного астрономічного союзу від 1972 до 1982 року.
Починаючи від 1982 року, був головою і головою правління корпорації телескоп Канада-Франція-Гаваї на острові Гаваї.

## Нагороди та звання
Нагороди
- Член Лондонського королівського товариства (1988)
- Медаль Першої національної науково-дослідної Ради президента з науки (1988)
- Премія Генрі Норріса Рассела (1990)
- Премія Кіллама (1990)[10]
- Офіцер Ордену Канади (1994)
- Премія Карлайль С. Білс (1998)
- Медаль Кетрін Брюс (2008)
- Премія Грубера з космології (2014)[11]

Названо на його честь
- Астероїд (4230) Ван ден Берг[12]
- Комета Ван ден Берга (яку він відкрив 1974 року)